# Alassane Ouatara
Alassane Ouattara (17 de junho de 1968) é um ex-futebolista profissional marfinense que atuava como defensor.

## Carreira
Alassane Ouattara se profissionalizou no Africa Sports.

## Seleção
Alassane Ouattara integrou a Seleção Marfinense de Futebol na Copa das Nações Africanas de 1992, campeã do torneio no Senegal.

## Títulos
Costa do Marfim
- Copa das Nações Africanas: 1992